# أرتيكين
أرتيكين( Articaine)، الذي يباع تحت الاسم التجاري سيبتوكائين(Septocaine) من بين أسماء أخرى، هو مخدر موضعي يحقن في منطقة ما لتقليل الشعور فيها.  في إحصار العصب ، يحقن حول العصب الذي يغذي المنطقة.  وهو متوفر ممزوجاً بكمية صغيرة من الإبينفرين لزيادة مدة تأثيره.  يبدأ تأثيره غالبا خلال 6 دقائق ويستمر لمدة ساعة تقريبًا. 
و تشمل الآثار الجانبية له على الشائعة الصداع و الألم.  قد تشمل الآثار الجانبية الأخرى أيضا على النوبات وميتهيموغلوبينية الدم .  أما بخصوص االسلامة في الحمل و الرضاعة الطبيعية فهي غير واضحة.  و هو من النوع الأميدي. 
دخل الأرتيكين حيز الاستخدام الطبي في أوروبا في عام 1976، و كندا في عام 1983، و الولايات المتحدة في عام 2000.  في المملكة المتحدة، تكلف 50 جرعة منه هيئة الخدمات الصحية الوطنية حوالي 25 جنيهًا إسترلينيًا اعتبارًا من عام 2021.  و يستخدم على نطاق واسع في عدد من الدول الأوروبية أيضا. 